# 维西缘毛杨
维西缘毛杨（学名：Populus ciliata var. weixii）为杨柳科杨属下的一个变种。

## 扩展阅读
- 維基物種上的相關：维西缘毛杨